# کوت کشمیر
کوت کشمیر (به انگلیسی: Kot Kashmir) یک شهرک در پاکستان است که در ناحیه لکی واقع شده‌است.